# Roxana Chávez
Roxana Chávez (Ciudad de México, 24 de febrero de 1957) es una actriz, directora y productora teatral mexicana de destacada trayectoria en cine, teatro y televisión; reconocida por sus participaciones en películas y telenovelas de los años 80 y 90.

## Biografía
Creció en el seno de una familia de clase media, desde niña sintió una enorme atracción por las artes escénicas, empezando sus estudios en estos temas en la Universidad Iberoamericana al lado de su maestro Luis de Tavira y posteriormente en la Academia Andrés Soler.
Debutó en 1974 en teatro manteniéndose vigente en obras teatrales a lo largo de su trayectoria.
Debuta en cine y televisión a finales de los 70; formó parte del elenco de exitosos melodramas de Televisa como Gabriel y Gabriela, Chispita, La traición entre otros; en 1994 interpretó el cómico personaje de Irma en Agujetas de color de rosa.
En la actualidad combina su carrera de actriz con la labor filantrópica que desempeña en su fundación dedicada a terapias de rehabilitación a niños con algún daño neurológico cerebral.
Es sobrina nieta de Ana Frank.

## Filmografía

### Televisión
- Como dice el dicho (2018)[5]
- El Señor de los Cielos (2015-2016) - Eva Ernestina Gallardo[6]
- Decisiones extremas (2013)
- Prófugas del destino (2010) - Sandra Mendoza[7]
- Más sabe el diablo (2009) - Ana Lucía Ponte
- Cambio de vida (2007)
- Marina (2006) - Directora de la prisión
- Mujer, casos de la vida real (2005)
- El candidato (1999) - Gloria Ballesteros
- Confidente de secundaria (1996) - Eloísa
- Agujetas de color de rosa (1994-1995) - Irma de Zamora
- Papá soltero (1992-1994)
- Chespirito (1992) - Genoveva (episodios El plan siniestro P: 1 y 2)
- La telaraña (1990)
- La hora marcada (1988)
- Senda de gloria (1987) - Julieta Álvarez
- La traición (1984) - Dalia
- Chispita (1982-1983) - Olga Uribe
- Gabriel y Gabriela (1982) - Flora
- Sábado Loco, Loco (1978)

### Cine
- Con Quién Duermes Esta Noche (1996)
- Atrapados (1995) - Angela
- Ansiedad Asesina (1992) - Ariane
- Anatomía de una Violación (1991)
- No Hay Quinto Malo (1990)
- Apuesta contra la muerte (1989) - Sara
- Durazo, la verdadera historia (1988)
- Fútbol de alcoba (1988)
- Pasaporte a la muerte (1988)
- Matanza de judiciales (1987) - Sofía Torres
- Niños sobre pedido (1987) - Zoila de los niños
- Matadero (1987)
- Policía judicial federal (1987)
- El Mofles y los Mecánicos (1985)
- El Rey de la Vecindad (1985) - Xochitl
- Los Rockeros del Barrio (1985)
- Mi Nombre es Gatillo (1985)
- Masacre en el río Tula (1985) - La Parabólica
- Cazador de demonios (1983) - Rosa
- Un macho en la casa de citas (1982) - Perla
- El barrendero (1982) - Chabelita
- ¡Que viva Tepito! (1981) - Margarita
- En la trampa (1979)